# 清心寺 (深谷市)
清心寺（せいしんじ）は、埼玉県深谷市萱場にある浄土宗の寺院。

## 歴史
1549年（天文18年）、岡谷清英の開基である。清英は深谷上杉家の家臣で、萬誉玄仙を招聘して寺を創建した。境内には、清英の末裔の岡谷繁実の墓がある。
当寺には、「平忠度供養塔」がある。平忠度は平家一門の一人で平清盛の異母弟であるが、一ノ谷の戦いで岡部忠澄に討たれた。戦後、岡部忠澄は平忠度の遺髪を貰い受け、自領に供養塔を建てた。これが「平忠度供養塔」である。

## 文化財
- 板石塔婆（深谷市指定文化財 昭和33年11月3日指定）[3]
- 平忠度供養塔（深谷市指定史跡）[4]

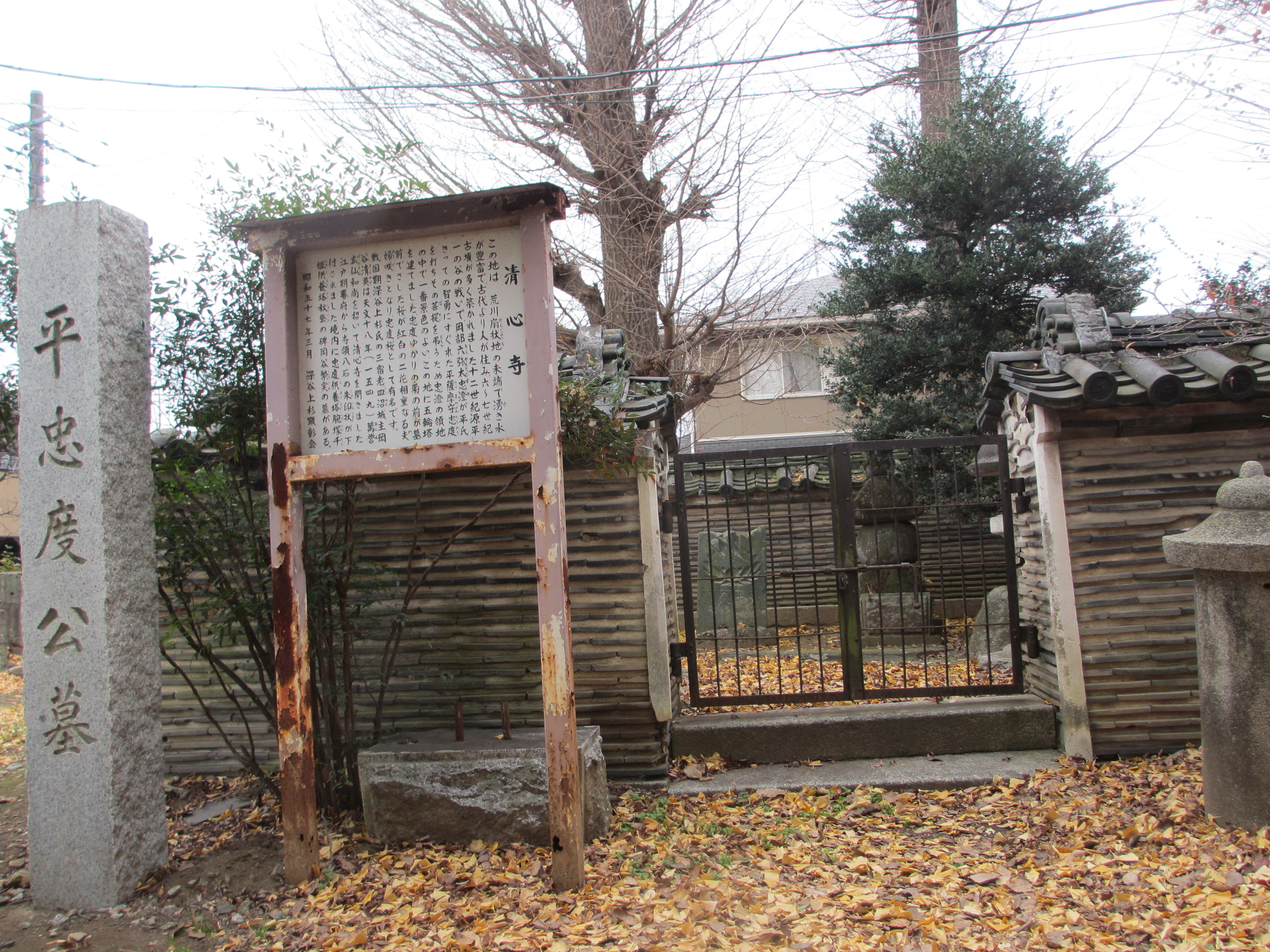
平忠度公墓

## 交通アクセス
- 深谷駅より徒歩15分。